# Braunsapis affinissima
Braunsapis affinissima là một loài Hymenoptera trong họ Apidae. Loài này được Gribodo mô tả khoa học năm 1896.